# Vârț, Gorj
Vârț este o localitate componentă a orașului Rovinari din județul Gorj, Oltenia, România.
 Acest articol despre o localitate din județul Gorj este deocamdată un ciot. Puteți ajuta Wikipedia prin completarea lui.